# Sally Jewell
Sarah Margaret Roffey Jewell (Londres; 21 de febrero de 1956) es una ingeniera y empresaria estadounidense, secretaria de Interior de los Estados Unidos entre 2013 y 2017, durante el segundo mandato de Barack Obama. Es la segunda mujer en ocupar dichas funciones, después de Gale Norton (secretaria durante la presidencia de George W. Bush).

## Biografía

### Primeros años y educación
Jewell nació el 21 de febrero de 1956 en Londres, Inglaterra, Reino Unido, como Sally Margaret Roffey, hija de Anne y Peter Roffey. Se trasladó a los Estados Unidos a los 3 años, en 1959, cuando su padre, que era anestesiólogo, obtuvo una beca en la Universidad de Washington. Terminó la preparatoria en la Renton High School en 1973 y en se graduó en Ingeniería mecánica en la Universidad de Washington en 1978.

### Carrera
Jewell trabajó para la Mobil oil company en yacimientos de petróleo en el estado Oklahoma de 1978 a 1981, cuando se unió a Rainier Bank. Trabajó en la banca durante veinte años, permaneciendo con Security Pacific Bank, que adquirió Rainier Bank, hasta 1992 y después trabajó para WestOne Bank de 1992 a 1995 y para Washington Mutual de 1995 a 2000. En 1996 se unió a la junta directiva de REI, una empresa que comercializa equipo para entretenimiento al aire libre con sede en Seattle, y en 2000 fue nombrada directora de operaciones. En 2005, sucedió a Dennis Madsen como directora ejecutiva (CEO).
Ha formado parte de las juntas directivas de Premera, de la National Parks Conservation Association y de la junta de regentes de la Universidad de Washington y fue cofundadora del fideicomiso Mountains to Sound Greenway.
Como reconocimiento a su labor fue nombrada ejecutiva del año por la revista Puget Sound Business Journal en 2006. Además recibió el premio Rachel Carson de la National Audubon Society en 2009, por su liderazgo y dedicación a la conservación. El premio Rachel Carson honra a mujeres visionarias, cuya experiencia y dedicación mejoran la conservación a nivel local y nacional. También recibió el premio al Servicio Público del Centro Woodrow Wilson en 2012.

### Vida personal
Jewell está casada con Warren Jewell, quien también es ingeniero, tienen dos hijos adultos y residen en Seattle. En su tiempo libre, disfruta de practicar el snowboarding y navegar en kayak; además ha ascendido el macizo Vinson, la montaña más alta de la Antártida.
Comenzó a hacer contribuciones para la campaña política de 2008, las cuales fueron casi «exclusivamente para candidatos demócratas», según USA Today.

### Secretaria del Interior
El 6 de febrero de 2013, Jewell fue nominada por el presidente Barack Obama para suceder a Ken Salazar como secretaria del Interior de Estados Unidos. Su nombramiento fue aprobado por la comisión de energía y recursos naturales del Senado de los Estados Unidos el 21 de marzo, con solo tres de los veintidós votos en contra. Se convirtió en la primera mujer en formar parte del Gabinete de Obama en su segunda administración.
El 10 de abril de 2013, el Senado confirmó a Jewell como secretaria del Interior en una votación de 87-11. Debido a que adquirió la ciudadanía por naturalización en lugar de ser ciudadana nata, Jewell no es elegible para ocupar un lugar en la línea de sucesión presidencial.